# ان‌جی‌سی ۴۳
ان‌جی‌سی ۴۳ (به انگلیسی: NGC 43) یک کهکشان عدسی با قدر ظاهری ۱۳٫۹ است که در صورت فلکی زن برزنجیر قرار دارد.